# Саварі Станіслав Віталійович
Станісла́в Віта́лійович Саварі (1 липня 1934, Ташкент) — український піаніст, головний концертмейстер Донецької обласної філармонії, народний артист України; професор та завідувач кафедри концертмейстерської майстерності Донецької музичної академії імені С. Прокоф'єва.

## Біографічні відомості
Походить із роду французького герцога Анна Жана Марі Рене Саварі де Ровіго (1774—1833), учасника більшості наполеонівських воєн. Той певний час жив в Російській імперії. Один із синів герцога Лео став управляючим маєтком у Варшаві, згодом оселився на Житомирщині. Син останнього Станіслав Львович служив директором губернського банка в місті Владимир, але за радянської влади переїхав із родиною в Ташкент.
Станіслав Саварі доводиться онуком Станіславу Львовичу Саварі. Дідів рояль став першим інструментом хлопця. Спочатку він вчився вдома, а згодом у школі при Ташкентській консерваторії. Навчання давалося непросто, адже в ранньому дитинстві хворів на поліомієліт, переніс кілька операцій. Однак Станіслав Саварі виділявся з-поміж своїх однолітків і у віці 16 років був зарахований до консерваторії. Навчався одночасно на історико-теоретичному та фортепіанному курсах.
Мріяв про кар'єру соліста, однак зрештою обрав шлях концертмейстера. До 1970 року багато виступав як концертуючий музикант та педагог. Разом зі своїм колективом брав участь у національних декадах в Москві. Здобув звання Заслужений працівник освіти Узбекистану. Згодом запрошений працювати у щойно відкритий Донецький музично-педагогічний інститут, але незабаром пристав на пропозицію стати головним концертмейстером Донецької філармонії. З ним виступали Валентин Землянський, Раїса Колесник, Микола Момот, Аліна Коробко та інші вітчизняні майстри вокалу. Із колективом виступав в усіх столицях республік СРСР, на багатьох декадах мистецтва України в Москві. Удостоєний звання Заслуженого артиста України, настільки помітною була його роль як концертмейстера.
Пізніше повернувся до викладацької діяльності тепер уже в Донецькій консерваторії імені С. Прокоф'єва. Став спочатку доцентом, потім професором, очолив кафедру концертмейстерської майстерності. За роки викладання виховав більше 500 учнів, які працюють в Україні, СНД, США, Німеччині, Ізраїлі та навіть Новій Зеландії. 1994 року удостоєний звання народного артиста України.